# Lueddemannia
Lueddemannia – rodzaj roślin z rodziny storczykowatych (Orchidaceae). Obejmuje 3 gatunki występujące w Ameryce Południowej w Kolumbii, Ekwadorze, Peru, Wenezueli.

## Systematyka
Rodzaj sklasyfikowany do podplemienia Stanhopeinae w plemieniu Cymbidieae, podrodzina epidendronowe (Epidendroideae), rodzina storczykowate (Orchidaceae), rząd szparagowce (Asparagales) w obrębie roślin jednoliściennych.
Wykaz gatunków
- Lueddemannia dalessandroi (Dodson) G.Gerlach & M.H.Weber
- Lueddemannia pescatorei (Lindl.) Linden & Rchb.f.
- Lueddemannia striata G.Gerlach & M.H.Weber